# Тимофеев, Виталий Валерьевич
Вита́лий Вале́рьевич Тимофе́ев (род. 4 февраля 1982, Новочеркасск, Ростовская область, СССР) — российский футболист, защитник.

## Карьера
Профессиональную карьеру начинал в 2000 году в клубе СКА из Ростова-на-Дону. В 2003 году играл за «Лисму-Мордовия». Дебютировал в российской Премьер-лиге 23 мая 2004 года в составе  «Ротора» в матче против московского «Торпедо» (0:1), выйдя на 83-й минуте вместо Максима Чистякова. Провёл более сотни матчей за четыре сезона (2007—2010) в составе «Балтики». В 2007 году находился в аренде в солигорском «Шахтёре». В феврале 2011 года подписал контракт с клубом «Луч-Энергия». Летом 2013 года перешёл в саратовский «Сокол». Перед началом сезона 2015/16 вернулся в «Балтику» и в октябре 2016 года провёл 150-й официальный матч в футболке калининградского клуба.

## Достижения
- Бронзовый призёр чемпионата Белоруссии: 2007
- Победитель Второго дивизиона России (2): 2001 (зона «Юг»), 2013/14 (зона «Центр»)
- Серебряный призёр Второго дивизиона России (2): 2000 (зона «Юг»), 2014/15 (зона «Урал-Поволжье»)